# 제임스 엘로이
제임스 엘로이(James Ellroy, 1948년 3월 4일 ~ )는 유명한 미국의 범죄소설가, 에세이스트이며, 그의 작품은 촘촘한 플롯과 비관적인 세계관을 특징으로 한다.

## 생애
- 개인적 경험

남편과 이혼한 후 이사와서 삼년이 지난 무렵인 1958년, 어머니(Jean Ellroy)가 엘 몬티(El Monte)에서 살해당했다. 미결로 남은 그 살인사건과 몇 개월 후 아버지가 생일선물로 준 한 권의 책(Jack Webb 저, 《The Badge》, 로스앤젤레스 경찰국의 유명사건 파일들을 모은 책)이 엘로이의 일생에 중요한 전환점을 제공하였다. 신문기자인 친구를 통해 LAPD 로부터 어머니 피살 사건의 파일을 구하여 검토하면서 자서전을 쓰기 시작하였다(《My Dark Places》). 자신이 어머니에게 성적으로 끌렸었고, 어머니가 바람을 피울 때 뒤를 밟은 적도 있다고 고백했다. 자신의 이러한 감정을 이해할 능력이라곤 없었던 그는 혼란속에서 감정의 대상을 또다른 살인 피해자인 '엘리자베스 쇼트'(역시 미제로 남은 1947년 살인사건의 피해자, 《블랙 다알리아》에 등장)에게로 옮기게 된다. 이러한 일련의 혼란이 그를 심각한 정신적 우울증으로 몰아갔고, 회복은 더뎠다.
- 창작의 시작

10대와 20대 시절에, 심한 음주습관에 범죄행위(가게 좀도둑질, 주거침입및 강도 등)에 연루되었으며, 종종 집없이 떠돌아다녀야 했다. 감옥에 다녀온 적도 있고, 한 차례 폐렴을 앓기도 했다. 그러나 음주습관을 끊고, 창작을 하기 위해 골프 캐디생활을 시작했다. 나중에 "골프 캐디는 세금 없는 현금 수입을 가져다 주었을 뿐만 아니라 두 시까지는 집에 돌아와 책을 쓸 수 있도록 해주었다.........다섯 번째 책을 낼 때까지 캐디일을 계속했다."라고 말했다.
- LAPD

LAPD에 대해 대놓고 찬양하는 예찬론자이고, 로스앤젤레스 경찰의 잘못을 일시적인 실수일 뿐이라고 변호한다. 내셔널 리뷰(National Review)와 인터뷰에서 로드니 킹사건(Rodney King)이나 램파트 스캔들(Rampart police scandals)이 편견을 지닌 자유주의 신문에 의해 부풀려진 것이라고 했다. 그러나 그를 보수파로 단정짓는 것은 성급한 일이다. 그는 사형제도에 반대하며, 총기규제를 찬성한다. 에드워드 벙커(Edward Bunker)의 친구이다.
- 가족과 작업

첫 번째 아내와 이혼하고 로스앤젤레스에 살다가, 1995년에 캔자스의 미션힐스(Mission Hills, 캔자스시티의 인근에 있음)로 이사를 갔다. 둘째 아내(헬렌 크노드 Helen Knode, 〈티킷 아웃The Ticket Out, 2003〉의 작자)와 이혼하고 다시 LA로 돌아온 2006년 6월 로스앤젤레스 타임즈의 일요판에 게재하는 자신의 에세이에 자신과 LA와의 관계에 대해서 자세히 설명하였다. 최근 《Blood's Rover》 (미국 지하세계 3부작의 마지막)를 완성했다. 자신의 소설 《Blood on the Moon》에 기반한 영화 〈캅〉(Cop, 제임스 우즈 주연)에는 실망했으며, 커티스 핸슨(Curtis Hanson)이 《L.A. Confidential》을 가지고 만든 동명의 영화에는 만족했다고 말했다. 편집 전 상태의 《블랙 달리아》(영화, The Black Dahlia)를 보고 나서는 그것을 대단히 좋게 평가했다. 하지만 편집 과정에서 사건들의 연관이나 사실들이 한 시간 분량이나 잘려버렸다. 2008년 그가 대본작업에 참가하기도 했던 《스트리트 킹》(Street King)이 개봉되었다.

## 스타일과 테마
- 컴퓨터에서보다는 보통의 연습장에 서필로 작성하는 편이며, 수백 페이지에 이르는 자신의 책을 위한 대강을 꼼꼼하게 준비한다. 현재 장르소설을 끝내고 순수소설을 준비하고 있다고 한다.
- 군더더기라고는 없는 하드보일드 스타일로 유명하다. 많은 책들이 세 개의 서로 다른 시점이, 장을 달리해서 나오는 특징을 갖고 있다 (예컨대, 《The Big Nowhere》, 《L.A. Confidential》, 《 American Tabloid》, 《The Cold Six Thousand》).
- 《블랙 다알리아》이후로 엘로이의 책은 부패와 경찰권력과의 관계에 대해 역사적인 의미를 갖는 소설이 되었다.

## 작품목록
| - (1981년) Brown's Requiem - (1982년) Clandestine - (1986년) Killer on the Road (Silent Terror) - 로이드 홉킨스 삼부작 (Lloyd Hopkins Trilogy) 1. (1984년) Blood on the Moon 2. (1984년) Because the Night 3. (1985년) Suicide Hill 4. (1998년) L.A. Noir - L.A. 사부작 1. (1987년) The Black Dahlia 2. (1988년) The Big Nowhere 3. (1990년) L.A. Confidential 4. (1992년) White Jazz | - 미국 지하세계 삼부작 1. (1995년) American Tabloid 2. (2001년) The Cold Six Thousand 3. (2009년) Blood's a Rover - 단편 및 에세이 1. (1994년) Hollywood Nocturnes 2. (1999년) Crime Wave 3. (2004년) Destination: Morgue! - 자서전 (1996년) My Dark Places |

## 영화
괄호안은 개봉연대, 제목은 영화명
- (1988년) Cop

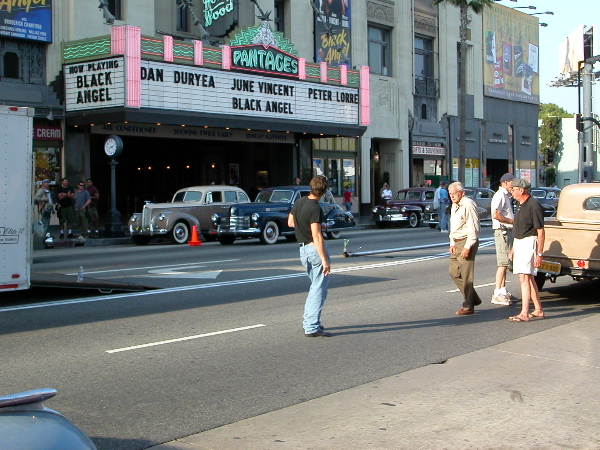
블랙 달리아, 촬영작업

- (1997년) L.A. Confidential
- (1998년) Brown's Requiem
- (2002년) Stay Clean
- (2002년) Dark Blue
- (2006년) The Black Dahlia
- (2008년) Street Kings
- (2008년) Land of the Living
- (2009년) White Jazz